# عملية مقهى مومنت
عملية «مقهى مومنت» هو تفجير انتحاري فلسطيني لمقهى في وسط مدينة القدس أسفر عن مقتل 11 مستوطناً إسرائيلياً وإصابة 54 آخرين. تم تنفيذه في 9 آذار (مارس) 2002 خلال الانتفاضة الثانية.

## العملية
في 9 آذار (مارس) 2002، قبيل الساعة 22:30 بقليل، اقتحم القسامي فؤاد إسماعيل الحوراني (22)، فلسطيني، مقهى «مقهى مومنت» في حي رحافيا بالقدس، عند زاوية شارع غزة وشارع بن ميمون، على بعد حوالي 100 متر من منزل رئيس الوزراء أرييل شارون. في ذلك الوقت، كان هذا أحد أشهر مراكز الاستجمام في القدس. وفور دخوله المبنى، فجر الانتحاري عبوة ناسفة قوية مخبأة تحت ملابسه. دمرت قوة الانفجار المحل بالكامل، وقتل على الفور 11 مستوطناً إسرائيلياً وجرح 54 شخصاً، 10 منهم إصاباتهم خطيرة. 

## المُنفذ
وأعلنت كتائب عز الدين القسام، الجناح العسكري لحركة المقاومة الإسلامية الفلسطينية (حماس)، مسؤوليتها عن الهجوم. ورغم وجود حراس أمنيين على مدخل مقهى مومنت القريب من منزل رئيس وزراء العدو تقدم الاستشهادي فؤاد الحوراني وتمكن من دخول المقهى وتفجير نفسه بداخله وسط حشد من رواد المقهى الذي يرتاده نخبة المجتمع الصهيوني.
ولد القسامي فؤاد إسماعيل محمد الحوراني «أبو عبيدة» في العاصمة العراقية بغداد عام 1980، وانتقل بعد ولادته في العراق للعيش في الضفة الغربية  المحتلة  وفي أكناف أسرة فلسطينية استقر بهم الحال في مخيم العروب شمال مدينة الخليل.

## التحقيق
تم القبض على افراد الخلية من قبل قوات الأمن الإسرائيلية في 17 آب (أغسطس) 2002 بعد ان نفذوا العملية. وكان المسلحون من سكان القدس الشرقية.حمل افراد الخلية بطاقات هوية إسرائيلية زرقاء لانهم كانوا مقيمين دائمين في القدس الشرقية. وأثناء تحقيق قوات الأمن الإسرائيلية في الحادث، توصلت إلى أن أفراد الخلية، الذين يشار إليهم في وسائل الإعلام بـ «خلية سلوان»، مسؤولون عن سلسلة من الاعتداءات على مدنيين إسرائيليين، بما في ذلك الهجوم على مقهى مومنت، والذي وقع في قتل ما مجموعه 35 مدنيا إسرائيليا وجرح 200 آخرين. ووفقًا لقوات الأمن الإسرائيلية، عملت الخلية وفقًا للتعليمات التي تلقتها من مقر حماس في رام الله، والتي طلبت منها تحديد مكان عام مزدحم لتنفيذ هجوم يسفر عن سقوط أعداد كبيرة من الضحايا.
في تشرين الأول 2011، تم إطلاق سراح جميع أعضاء خلية سلوان من السجن كجزء من عملية تبادل الأسرى جلعاد شليط.

### دعوى قضائية
رُفِعت دعوى قضائية ضد البنك العربي الأردني لتمويل العملية.

## ما بعد العملية
بعد العملية مباشرة، اجتاح الجيش الصهيوني مدينة رام الله، لمدة ثلاثة أيام متواصلة. واتهمت الأجهزة الأمنية الإسرائيلية المواطنين الفلسطينيين في مدينة القدس المحتلة وفلسطيني 48 بتقديم مساعدات لوجستية للمجاهدين والاستشهاديين. وقد تكبدت إسرائيل خلال الانتفاضة الثانية أعلى معدل للقتلى حيث قُتٍل 111 جنديًا ومستوطناً إسرائيليًا خلال ذلك الشهر في أكثر من اثني عشر هجومًا للمسلحين نُفذت في جميع أنحاء البلاد. وبلغت هذه الهجمات ذروتها في 27 آذار (مارس) 2002، مع مذبحة عيد الفصح، التي أدت إلى قرار الحكومة الإسرائيلية شن حملة عسكرية كبيرة تستهدف البنية التحتية للقتال الفلسطيني في الضفة الغربية.

## روابط خارجية
- كتائب القسام: ملاحقة الاحتلال بالعمليات الاستشهادية والصواريخ
- تفجير انتحاري في مقهى مومنت في القدس، 9 آذار 2002 - نشر في وزارة الخارجية الإسرائيلية
- نو مانز لاند ، آري شافيت، نيويوركر